# Oberwalgern
Oberwalgern ist ein Ortsteil der mittelhessischen Großgemeinde Fronhausen im äußersten Süden des Landkreises Marburg-Biedenkopf. Der Ort liegt etwa anderthalb Kilometer (nord)westlich des Hauptortes Fronhausen (Lahn).

## Geschichte

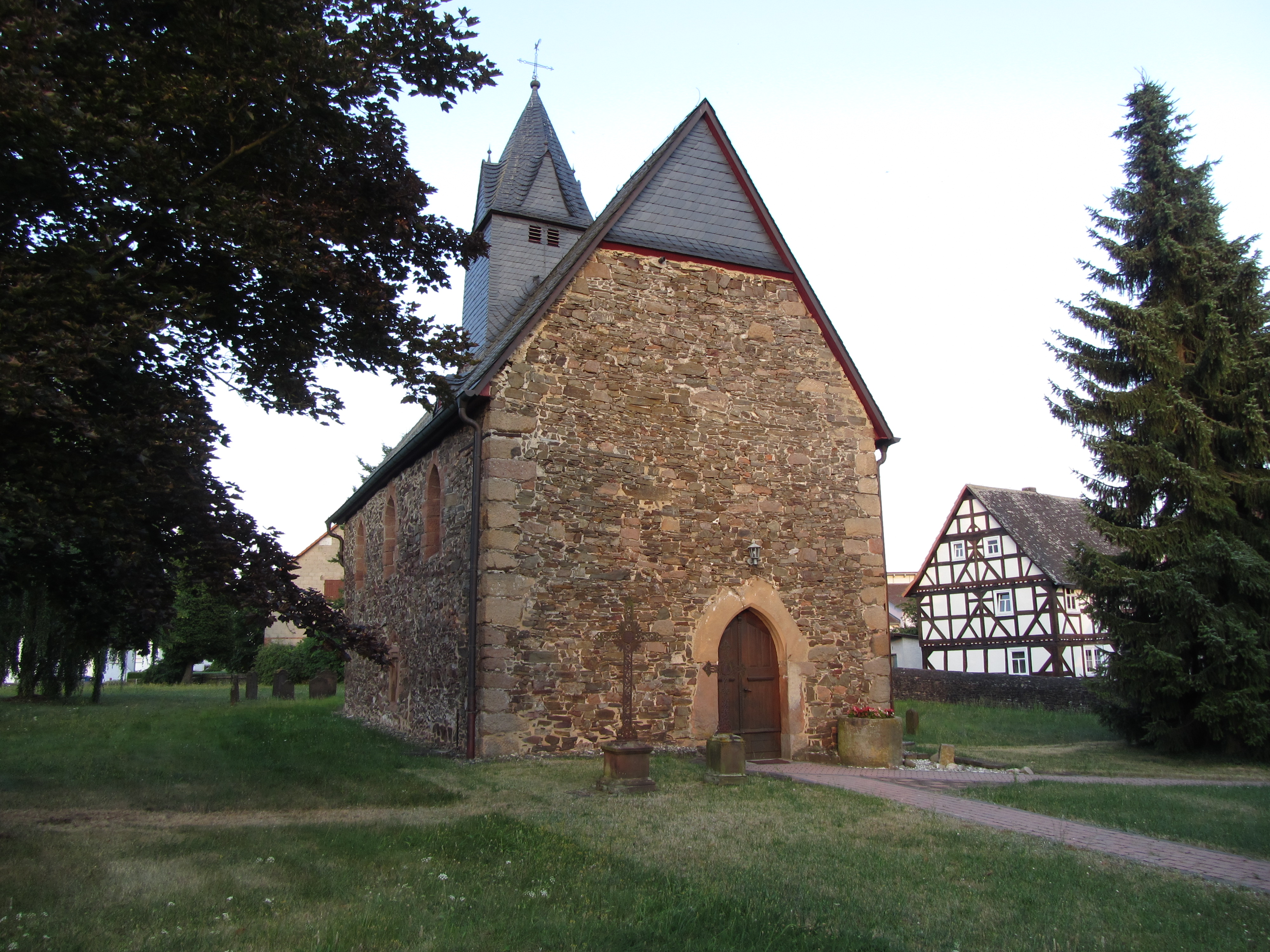
Evangelische Kirche Oberwalgern

### Ortsgeschichte
Der Ort Walangere marca wurde um 770 bekanntermaßen erstmals urkundlich erwähnt. Es ist nicht geklärt ob damit Ober- oder Nieder-Walgern gemeint war.
Im Zuge der Gebietsreform in Hessen erfolge am 1. Juli 1974 kraft Landesgesetz der Zusammenschluss der bis dahin selbstständigen Gemeinden Bellnhausen, Erbenhausen, Fronhausen mit Sichertshausen, Hassenhausen, Holzhausen und Oberwalgern zur neuen Großgemeinde Fronhausen.
Für alle ehemals eigenständigen Gemeinden von Fronhausen wurden Ortsbezirke gebildet.

### Verwaltungsgeschichte im Überblick
Die folgende Liste zeigt die Staaten und Verwaltungseinheiten, denen Oberwalgern angehört(e):
- vor 1567: Heiliges Römisches Reich, Landgrafschaft Hessen, Amt Marburg, eigenes Gericht (Lohra Oberhof des Gerichts)
- ab 1567: Heiliges Römisches Reich, Landgrafschaft Hessen-Marburg, Amt Marburg, eigenes Gericht (Lohra Oberhof des Gerichts)[7]
- 1604–1648: Heiliges Römisches Reich, strittig zwischen Landgrafschaft Hessen-Darmstadt und Landgrafschaft Hessen-Kassel (Hessenkrieg), Amt Marburg, eigenes Gericht (Lohra Oberhof des Gerichts)
- ab 1648: Heiliges Römisches Reich, Landgrafschaft Hessen-Kassel, eigenes Gericht (Lohra Oberhof des Gerichts)
- ab 1571: Heiliges Römisches Reich, Landgrafschaft Hessen-Kassel, Gericht Lohra (Gericht Lohra bestand aus den Orten Lohra, Nanzhausen, Willershausen, Rodenhausen, Seelbach, Rollshausen, Altenvers, Raimarshausen, Weiboldshausen, Kirchvers, Oberwalgern, Holzhausen, Stedebach und Damm)[8]
- ab 1686: Heiliges Römisches Reich, Landgrafschaft Hessen-Kassel, Amt Fronhausen, Gericht Lohra
- ab 1806: Landgrafschaft Hessen-Kassel, Amt Fronhausen, Gericht Lohra
- 1807–1813: Königreich Westphalen, Departement der Werra, Distrikt Marburg, Kanton Lohra
- ab 1815: Kurfürstentum Hessen, Amt Fronhausen,  Gericht Lohra[9]
- ab 1821: Kurfürstentum Hessen, Provinz Oberhessen, Landkreis Marburg[10][Anm. 2]
- ab 1848: Kurfürstentum Hessen, Bezirk Marburg
- ab 1851: Kurfürstentum Hessen, Provinz Oberhessen, Landkreis Marburg
- ab 1867: Norddeutscher Bund[Anm. 3], Königreich Preußen, Provinz Hessen-Nassau, Regierungsbezirk Kassel, Landkreis Marburg
- ab 1871: Deutsches Reich,  Königreich Preußen, Provinz Hessen-Nassau, Regierungsbezirk Kassel, Landkreis Marburg
- ab 1918: Deutsches Reich, Freistaat Preußen, Provinz Hessen-Nassau, Regierungsbezirk Kassel, Landkreis Marburg
- ab 1944: Deutsches Reich, Freistaat Preußen, Provinz Kurhessen, Landkreis Marburg
- ab 1945: Amerikanische Besatzungszone, Groß-Hessen, Regierungsbezirk Kassel, Landkreis Marburg
- ab 1946: Amerikanische Besatzungszone, Hessen, Regierungsbezirk Kassel, Landkreis Marburg
- ab 1949: Bundesrepublik Deutschland, Hessen, Regierungsbezirk Kassel, Landkreis Marburg
- ab 1974: Bundesrepublik Deutschland, Hessen, Regierungsbezirk Kassel, Landkreis Marburg-Biedenkopf, Gemeinde Fronhausen[Anm. 4]
- ab 1981: Bundesrepublik Deutschland, Hessen, Regierungsbezirk Gießen, Landkreis Marburg-Biedenkopf, Gemeinde Fronhausen

### Gerichte seit 1821
Bis zur Trennung der Rechtsprechung von der Verwaltung (1807–1813 und endgültig 1822) sind die Ämter
neben der Verwaltung für die Rechtsprechung (meist Niedere Gerichtsbarkeit bzw. Erste Instanz) zuständig.
Mit Edikt vom 29. Juni 1821 wurden in Kurhessen Verwaltung und Justiz getrennt. Nun waren Justizämter für die erstinstanzliche Rechtsprechung zuständig, die Verwaltung wurde von Kreisen übernommen. Der Kreis Marburg war für die Verwaltung und das Justizamt Fronhausen war als Gericht in erster Instanz für Oberwalgern zuständig. Das Oberste Gericht war das Oberappellationsgericht in Kassel. Untergeordnet war das Obergericht Marburg für die Provinz Oberhessen. Es war die zweite Instanz für die Justizämter.
Nach der Annexion Kurhessens durch Preußen wurde das Justizamt Fronhausen 1867 zum königlich Preußischen Amtsgericht Fronhausen.
Im Juni 1867 erging eine königliche Verordnung, die die Gerichtsverfassung in den zum vormaligen Kurfürstentum Hessen gehörenden Gebietsteilen neu ordnete. Die bisherigen Gerichtsbehörden sollten aufgehoben und durch Amtsgerichte in erster, Kreisgerichte in zweiter und ein Appellationsgericht in dritter Instanz ersetzt werden. Im Zuge dessen erfolgte am 1. September 1867 die Umbenennung des bisherigen Justizamtes in Amtsgericht Fronhausen. Die Gerichte der übergeordneten Instanzen waren das Kreisgericht Marburg und das Appellationsgericht Kassel.
Das Amtsgericht Fronhausen wurde 1943 geschlossen. Es wurde zunächst als Zweigstelle des Amtsgerichts Marburg geführt und 1948 endgültig aufgelöst. Der Gerichtsbezirk wurde dem Amtsgericht Marburg zugeschlagen.
In der Bundesrepublik Deutschland sind die übergeordneten Instanzen das Landgericht Marburg, das Oberlandesgericht Frankfurt am Main sowie der Bundesgerichtshof als letzte Instanz.

## Bevölkerung

### Einwohnerstruktur 2011
Nach den Erhebungen des Zensus 2011 lebten am Stichtag dem 9. Mai 2011 in Oberwalgern 525 Einwohner. Darunter waren 9 (= 1,7 %) Ausländer.
Nach dem Lebensalter waren 75 Einwohner unter 18 Jahren, 189 zwischen 18 und 49, 132 zwischen 50 und 64 und 129 Einwohner waren älter.
Die Einwohner lebten in 228 Haushalten. Davon waren 71 Singlehaushalte, 81 Paare ohne Kinder und 69 Paare mit Kindern, sowie 21 Alleinerziehende und 6 Wohngemeinschaften. In 54 Haushalten lebten ausschließlich Senioren/-innen und in 141 Haushaltungen lebten keine Senioren/-innen.

### Einwohnerentwicklung
| Quelle: Historisches Ortslexikon |                                                                                        |
| • 1502:                          | 15 Hausgesesse                                                                         |
| • 1577:                          | 22 Hausgesesse                                                                         |
| • 1630:                          | 15 Hausgesesse                                                                         |
| • 1745:                          | 154 Einwohner                                                                          |
| • 1681:                          | 14 hausgesessene Mannschaften                                                          |
| • 1838:                          | Familien: 20 nutzungsberechtigte, 18 nicht nutzungsberechtigte Ortsbürger, 3 Beisassen |

| Oberwalgern: Einwohnerzahlen von 1834 bis 2014 | Oberwalgern: Einwohnerzahlen von 1834 bis 2014 | Oberwalgern: Einwohnerzahlen von 1834 bis 2014 | Oberwalgern: Einwohnerzahlen von 1834 bis 2014 | Oberwalgern: Einwohnerzahlen von 1834 bis 2014 |
| --- | ---------------------------------------------- | ---------------------------------------------- | ---------------------------------------------- | ---------------------------------------------- |
| Jahr |                                                |                                                |                                                | Einwohner                                      |
| 1834 | 1834                                           |                                                | 201                                            | 201                                            |
| 1840 | 1840                                           |                                                | 197                                            | 197                                            |
| 1846 | 1846                                           |                                                | 180                                            | 180                                            |
| 1852 | 1852                                           |                                                | 186                                            | 186                                            |
| 1858 | 1858                                           |                                                | 197                                            | 197                                            |
| 1864 | 1864                                           |                                                | 216                                            | 216                                            |
| 1871 | 1871                                           |                                                | 209                                            | 209                                            |
| 1875 | 1875                                           |                                                | 221                                            | 221                                            |
| 1885 | 1885                                           |                                                | 229                                            | 229                                            |
| 1895 | 1895                                           |                                                | 228                                            | 228                                            |
| 1905 | 1905                                           |                                                | 270                                            | 270                                            |
| 1910 | 1910                                           |                                                | 276                                            | 276                                            |
| 1925 | 1925                                           |                                                | 309                                            | 309                                            |
| 1939 | 1939                                           |                                                | 360                                            | 360                                            |
| 1946 | 1946                                           |                                                | 468                                            | 468                                            |
| 1950 | 1950                                           |                                                | 467                                            | 467                                            |
| 1956 | 1956                                           |                                                | 421                                            | 421                                            |
| 1961 | 1961                                           |                                                | 461                                            | 461                                            |
| 1967 | 1967                                           |                                                | 495                                            | 495                                            |
| 1980 | 1980                                           |                                                | ?                                              | ?                                              |
| 1990 | 1990                                           |                                                | ?                                              | ?                                              |
| 2000 | 2000                                           |                                                | ?                                              | ?                                              |
| 2009 | 2009                                           |                                                | 490                                            | 490                                            |
| 2011 | 2011                                           |                                                | 525                                            | 525                                            |
| 2014 | 2014                                           |                                                | 505                                            | 505                                            |
| Datenquelle: Historisches Gemeindeverzeichnis für Hessen: Die Bevölkerung der Gemeinden 1834 bis 1967. Wiesbaden: Hessisches Statistisches Landesamt, 1968. Weitere Quellen: LAGIS; ab 2000 Gemeinde Fronhausen; Zensus 2011 |                                                |                                                |                                                |                                                |

### Historische Religionszugehörigkeit
| Quelle: Historisches Ortslexikon |                                                                                |
| • 1861:                          | alle Einwohner evangelisch-lutherisch                                          |
| • 1885:                          | 216 evangelische (= 94,32 %), kein katholischer, 13 andere Christen (= 5,68 %) |
| • 1961:                          | 433 evangelische (= 93,93 %), 25 katholische (= 5,42 %) Einwohner              |

### Historische Erwerbstätigkeit
| Quelle: Historisches Ortslexikon | |
| • 1775:                          | Erwerbspersonen: 13 Ackerleute, 3 Schmiede, 1 Leineweber, 1 Zimmermann, 5 Müller, 1 Schneider, 1 Branntweinbrenner, 1 Spielmann, 6 Tagelöhner. |
| • 1838:                          | Familien: 20 Ackerbau, 10 Gewerbe, 11 Tagelöhner.                                                                                              |
| • 1961:                          | Erwerbspersonen: 77 Land- und Forstwirtschaft, 97 Produzierendes Gewerbe, 18 Handel und Verkehr, 16 Dienstleistungen und Sonstiges.            |

## Politik
Für Oberwalgern besteht ein Ortsbezirk mit Ortsbeirat und Ortsvorsteher nach der Hessischen Gemeindeordnung. Er umfasst das Gebiet der ehemaligen Gemeinde Oberwalgern.
Der Ortsbeirat Oberwalgern  besteht aus sieben Mitgliedern. Bei den Kommunalwahlen in Hessen 2021 betrug die Wahlbeteiligung zum Ortsbeirat 56,88 %. Alle Kandidaten gehörten der „Offenen Liste Oberwalgern“ an. Der Ortsbeirat wählte Thomas Pusch zum Ortsvorsteher.

## Infrastruktur
Im Ort gibt es eine historische evangelische Kirche und ein Dorfgemeinschaftshaus.